# Фернандо Несме
Фернандо Несме (на испански: Fernando Nesme) е мексикански актьор и режисьор.

## Филмография

### Като актьор

#### Теленовели
- Мечти и бонбони (2005) – Ямил
- Любов и омраза (2002) – Оскар
- Прегърни ме много силно (2000/01)
- Капчица любов (1998)
- Светлина на пътя (1998) – Хосе Рамон

#### Филми
- Coralia (1995)
- Dos nacos en el planeta de las mujeres (1991)

#### Сериали
- Mujeres asesinas (2008)
- XHDRBZ (2002/07)
  - Епизод Lucha de empleos (2007) – Годийо
- Vecinos (2006)
- Mujer, casos de la vida real (2002/06)

### Като режисьор
- Осмелявам се да те обичам (2025)
- Родители за удобство (2024)
- Да живееш от любов (2024)
- Да преодолееш вината (2023)
- Да преодолееш липсата (2022)
- Да преодолееш миналото (2021)
- Да преодолееш мъката (2020-2021)
- Да преодолееш страха (2020)
- И утре ще бъде друг ден (2018)
- В диви земи (2017)
- Жените в черно (2016)
- Не ме оставяй (2015/16)
- Искам да те обичам (2013/14)
- Смела любов (2012)
- Първа част на Amorcito corazón (2011/12)
- Когато се влюбиш (2010/11)
- В името на любовта (2008/09)
- Росалинда (1999)

Асистент-режисьор
- Росалинда (1999)

## Награди и номинации

### Награди TVyNovelas
| Година | Категория          | Теленовела    | Резултат |
| ------ | ------------------ | ------------- | -------- |
| 2016   | Най-добър режисьор | Не ме оставяй | Печели   |